# Toro (Italia)
Toro es una localidad y comune italiana de la provincia de Campobasso, región de Molise, con 1.530 habitantes.

## Evolución demográfica
| Gráfica de evolución demográfica de Toro entre 1861 y 2001 |
|                                                            |
| Fuente ISTAT - elaboración gráfica de Wikipedia            |